# Liste der Kulturgüter in Giffers
Die Liste der Kulturgüter in Giffers enthält alle Objekte in der Gemeinde Giffers im Kanton Freiburg, die gemäss der Haager Konvention zum Schutz von Kulturgut bei bewaffneten Konflikten, dem Bundesgesetz vom 20. Juni 2014 über den Schutz der Kulturgüter bei bewaffneten Konflikten sowie der Verordnung vom 29. Oktober 2014 über den Schutz der Kulturgüter bei bewaffneten Konflikten unter Schutz stehen.
Objekte der Kategorie A sind im Gemeindegebiet nicht ausgewiesen, Objekte der Kategorie B sind vollständig in der Liste enthalten, Objekte der Kategorie C fehlen zurzeit (Stand: 1. Januar 2023). Unter Übrige Baudenkmäler sind zusätzliche geschützte Objekte zu finden, die im Planungs- und Baureglement der Gemeinde aufgeführt und nicht bereits in der Liste der Kulturgüter enthalten sind.

## Kulturgüter
| Foto |                                                                       | Objekt                                     | Kat. | Typ | Standort                           | Beschreibung |
| ---- | --------------------------------------------------------------------- | ------------------------------------------ | ---- | --- | ---------------------------------- | ------------ |
| ja   | Datei hochladen · Wikidata zu Zehnthaus der Abtei Magerau (Q29694665) | Zehnthaus der Abtei Magerau KGS-Nr.: 13182 | B    | G   | Oberdorfstrasse 18 582610 / 178675 |              |
| ja   | Datei hochladen · Wikidata zu Pfarrkirche St. Tiburtius (Q29694682)   | Pfarrkirche St. Tiburtius KGS-Nr.: 13183   | B    | G   | Dorfplatz 11 582584 / 178892       |              |

## Übrige Baudenkmäler
| ID  | Foto |                 | Objekt                                  | Typ | Standort                            | Beschreibung |
| --- | ---- | --------------- | --------------------------------------- | --- | ----------------------------------- | ------------ |
| 1   | ja   | Datei hochladen | Bauernhaus (1834)                       | G   | Allmendstrasse 10 583075 / 178404   |              |
| 2   | ja   | Datei hochladen | Bauernhaus (18. Jh./1924)               | G   | Allmendstrasse 19 583206 / 178433   |              |
| 3   | BW   | Datei hochladen | Käserei (um 1860/1934)                  | G   | Dorfplatz 1 582502 / 179003         |              |
| 03  | ja   | Datei hochladen | Kapelle (Ende 19. Jh.)                  | G   | Mattastrasse 77a 583195 / 179355    |              |
| 4   | ja   | Datei hochladen | Wohnhaus (1840)                         | G   | Dorfplatz 6 582496 / 178964         |              |
| 04a |      | Datei hochladen | Wegkreuze                               | K   | Koordinaten fehlen! Hilf mit.       |              |
| 04b |      | Datei hochladen | Grotte (1902)                           | G   | Flüh                                |              |
| 5   | ja   | Datei hochladen | Gemeindehaus (Anfang/2. Hälfte 19. Jh.) | G   | Dorfplatz 15 582540 / 178891        |              |
| 6   |      | Datei hochladen | Bauernhaus (um 1800)                    | G   | Eichholz 5                          |              |
| 7   | BW   | Datei hochladen | Käserei (1923)                          | G   | Eichholz 8 584825 / 177129          |              |
| 8 v | BW   | Datei hochladen | Bauernhaus (1785)                       | G   | Eichholz 20 584964 / 177239         |              |
| 10  | ja   | Datei hochladen | Bauernhaus (1809/1940/1982)             | G   | Dorfstrasse 17 582415 / 179027      |              |
| 13  | BW   | Datei hochladen | Mühle (um 1800)                         | G   | Grabenmüli 25 584049 / 177389       |              |
| 14  | ja   | Datei hochladen | Schulhaus (1916/18)                     | G   | Kirchweg 26 582706 / 178809         |              |
| 15  | ja   | Datei hochladen | Schulhaus (1932/33)                     | G   | Kirchweg 30 582732 / 178824         |              |
| 18  | ja   | Datei hochladen | Herrenhaus (Mitte 18. Jh./1880)         | G   | Mattastrasse 77 583206 / 179326     |              |
| 20  | BW   | Datei hochladen | Ofenhaus (18. Jh.)                      | G   | Oberdorfstrasse 18 582618 / 178675  |              |
| 21  | ja   | Datei hochladen | Bauernhaus (1734)                       | G   | Oberdorfstrasse 35 582701 / 178623  |              |
| 22  | ja   | Datei hochladen | Speicher (1724)                         | G   | Oberdorfstrasse 35b 582685 / 178643 |              |
| 23  | ja   | Datei hochladen | Bauernhaus (Anfang 19. Jh./1889)        | G   | Oberdorfstrasse 60 582842 / 178465  |              |
| 24  | ja   | Datei hochladen | Wohnhaus (1834)                         | G   | Obertswilstrasse 6 582453 / 179091  |              |
| 25  | ja   | Datei hochladen | Bauernhaus (Anfang 19. Jh./um 1900)     | G   | Obertswilstrasse 13 582458 / 179169 |              |
| 26  | BW   | Datei hochladen | Wohnhaus (1987)                         | G   | Pfrundweg 5 582462 / 178740         |              |
| 27  | BW   | Datei hochladen | Bauernhaus (2. Hälfte 18. Jh.)          | G   | Rossistrasse 22 582392 / 178506     |              |
| 28  | BW   | Datei hochladen | Speicher (1711)                         | G   | Rossistrasse 22 582399 / 178528     |              |
| 29  | BW   | Datei hochladen | Keller (um 1800)                        | G   | Rossistrasse 22 582392 / 178506     |              |
| 30  | BW   | Datei hochladen | Wohnhaus (1839/1948)                    | G   | Schürliweg 20 582374 / 179693       |              |

Legende: Siehe Legende der Liste der Kulturgüter von nationaler und regionaler Bedeutung. Anstelle der KGS-Nummer wird als Objekt-Identifikator (ID) die Inventarnummer im Planungs- und Baureglement der Gemeinde verwendet.